# 百度日文输入法
百度日文日入法（Baidu IME）是由百度开发的日文输入法。
2009年12月16日，Baidu Type Beta版发布。2010年5月11日，正式版发布。2011年3月8日更改为现在的名称。

## 概要
Baidu IME是在搜索引擎和其他网页信息基础上用统计性语言模式开发的日文输入法。当初Beta版发布时的理念是「让日文打字更有趣（楽しい日本語入力）」，而现在更强调输入法的个性与风格。
该输入法主要面向喜爱流行文化的年轻人，内置大量宅文化词汇和流行语，以及2ch常用的颜文字和ASCII Art。并以二次元萌系角色「愛美」（IME的諧音）作为其代言人，一度在中文御宅族中成为话题。卸載百度IME時出現的可愛女孩，也获得了用戶好評。

### 开发的原委
百度搜索引擎在讨论亲和性新服务时提出了日文输入法的开发。由于与手机相比，在PC上的日文输入法有些欠缺的考虑与公司产品事业部的意识相结合，2009年初开始策划、同年夏天开始开发。

## 功能
百度日文输入法有对网页信息的开发、知名人士和话题关键词的转换、表情符号、预测变换、输入学习等功能。此外，皮肤可以改变外观，用户也可以根据需要自定义設定。后来添加了截图功能。
以下是官网介绍的功能：
- 话题关键字输入
- 表情符号输入
- AA输入
- 云输入
- 潜在能见度转换，预测学习功能
- 皮肤定制
- 输入方式选择
- 个人字典选项
- 截图功能
- 手写功能

## 隐私争议
最初默认将用户使用输入法的信息加密后发送到百度的服务器，隨後在默認設定中將此項改爲關閉。
2013年12月26日，日本內閣官房情報資訊安全中心（NISC）提醒政府部門、大學和研究機構避免使用該程式，理由是使用者的輸入紀錄會被傳送到國外伺服器，有泄露敏感資訊的風險。
百度随即予以回应，称百度日文输入法所采用的云输入技术，会将用户输入的部分数据加密上传至服务器，但不涉及个人隐私内容。而且，相关服务器及数据也全部放在日本境内接受管理，不存在非法上传数据问题和泄露风险。
中央电视台评论则认为日本政府此举乃别有用心。
12月30日，百度對軟件進行了升級，雲輸入（クラウド入力）被改爲默認關閉，用戶需要在設置中手動打開。。
時值2014年初，日本內閣官房情報資訊安全中心在其官方網站上僅僅提示隱私流失的危險性，未直接指出何種輸入法。不過此前受到隱私安全詬病的不單單是百度日語輸入法，還有谷歌日語輸入法等。

## 主要更新历史
- 2009年12月16日，Baidu Type Beta版发布。
- 2009年12月21日，開始支援Windows Vista/7。[21]。
- 2010年2月5日，添加假名英文转换功能[22]。
- 2010年3月25日，添加单词添加功能[23]。
- 2010年4月21日，添加词典选项[24]。
- 2010年5月10日，Baidu Type正式版发布[25]。
- 2010年7月22日，添加皮肤预览和词典导入功能[26]。
- 2010年8月25日，添加手写输入、存储到语言栏[27]。
- 2011年3月8日，Baidu IME名称变更。添加截图功能、支援64位Vista/win7。[28]。
- 2011年4月12日，可以加入到用户词典中的文字数翻倍。截图功能强化。[29]。
- 2011年7月27日，评论额外功能、预测变化。[30]
- 2011年11月24日，预测功能加强、词典自动更新选项、云输入、符号解释、变换候补词的设置。[31]
- 2012年8月25日，新安装时导入现有输入法的功能。改善与Firefox的兼容性。[32]。
- 2012年12月19日，版本更新，“百度日文输入法Windows8版”公测。
- 2013年6月6日，受到好評的「Uninstall Girl」，被添加到輸入法的皮膚中[33]。
- 2013年12月30日，雲輸入在默認設定中改爲關閉狀態，用戶需要在設置中手動打開[34]。
- 2015年12月26日，正式支持 Windows 10